# Johann Jacob Reiter
Johann Jacob Reiter (* 18. Dezember 1591 in Graz; † 9. Juni 1623 in Leipzig) war ein deutscher Mediziner.

## Leben
Geboren als Sohn des Advokaten Jacob Reiter und seiner Frau Magdalena (geb. Güntzdorfer), besuchte Johann Jacob Reiter zunächst die Schule seiner Heimatstadt Graz. 1599 wurden die evangelisch Gläubigen in der Steiermark verfolgt. Daher flüchtete Reiters Familie und sein Vater schickte ihn nach Regensburg in die Schule. Dort erlitt er einen Unfall. Aus diesem Grunde holte ihn sein Vater zu sich nach Iglau in Mähren und die Familie zog dann weiter nach Dresden. Dort besuchte er bis zu seinem 14. Lebensjahr die Schule, im Anschluss die fürstliche Landesschule in Meißen. Hierdurch erlangte er die Reife, eine Hochschule zu besuchen.
Reiter begann ein Studium an der Universität Wittenberg, wo er sich am 19. Juni 1609 einschrieb und zunächst Philosophie studierte. Drei Jahre später wechselte er an die Universität Leipzig, um Medizin zu studieren. Anschließend begann er an der Universität Marburg bei Johannes Hartmann ein Chemiestudium. 1614 reiste er nach Italien, Österreich, in die Schweiz und kehrte über Ulm wieder nach Leipzig zurück. Er begab sich erneut nach Marburg, wo er am 13. Juni 1616 zum Doktor der Medizin promovierte. Er besichtigte im Anschluss Universitäten in Holland und einigen deutschen Küstenstädten.
Zurückgekehrt nach Leipzig habilitierte er 1617 an der medizinischen Fakultät und arbeitete als praktischer Arzt. 1618 heiratete er Dorothea, eine Tochter Polykarp Leysers des Älteren, mit der eine Tochter Elisabeth hatte. In seinen Vorlesungen behandelte Reiter vor allem die Anatomie, bis ihm 1621 eine Professur für Chirurgie angeboten wurde. Diese Tätigkeit konnte er allerdings nur zwei Jahre ausüben, da er am grassierenden Fieber erkrankte und bereits mit 31 Jahren starb. Am 12. Juni 1623 wurde er in Leipzig beigesetzt.

## Werkauswahl
- de opio & opiatis, Leipzig 1623